# آنا ماریا پیکیو
آنا ماریا پیکیو (اسپانیایی: Ana María Picchio‎؛ زادهٔ ۳۰ مارس ۱۹۴۶) بازیگر اهل آرژانتین است. وی از سال ۱۹۶۹ میلادی تاکنون مشغول فعالیت بوده‌است.
از فیلم‌ها یا سریال‌های تلویزیونی که وی در آن نقش داشته‌است، می‌توان به آتش‌بس، زنان قاتل و رو در رو: اوئاسیس اشاره کرد.